# Yvan Quentin
Yvan Quentin (Collombey-Muraz, 2 mei 1970) is een voormalig Zwitsers profvoetballer, die gedurende zijn carrière vooral speelde als linkervleugelverdediger.

## Clubcarrière
Quentin speelde achtereenvolgens voor FC Sion, Neuchâtel Xamax, FC Zürich en FC Sion. Hij kwam tot een totaal van 326 wedstrijden in de Zwitserse competitie, en maakte zeven doelpunten.

### Erelijst
- Axpo Super League
  - Winnaar: 1992, 1997
- Beker van Zwitserland
  - Winnaar: 1991, 1995, 1996, 1997, 2000

## Interlandcarrière
Quentin kwam 41 keer uit voor het Zwitsers nationaal elftal. Hij maakte zijn debuut op 9 september 1992 in het WK-kwalificatieduel in Bern tegen Schotland (2-2). Hij speelde in alle vier de wedstrijden bij het WK voetbal 1994 in de Verenigde Staten.